# Hochziel
Als Hochziel wird in der Geodäsie ein gut sichtbarer Vermessungs- oder sonstiger Punkt bezeichnet, der wegen seiner Höhe eine indirekte Sichtverbindung zwischen weit entfernten Punkten bietet.
Das Hochziel wird im Regelfall nicht selbst aufgesucht, sondern nur die Richtung zu ihm gemessen. Erfolgt dies von verschiedenen Positionen aus, so können die Koordinaten des Hochziels und damit auch Neupunkte bestimmt werden. Der Vorteil der größeren Reichweite wird allerdings durch die Refraktion relativiert, deren Abweichungen von der Normalatmosphäre sich bei großen Distanzen stärker auswirken als bei kurzen.
Übliche Hochziele sind Kirchtürme und hohe Schlote, Hochspannungsmasten, Gipfelkreuze und Ähnliches. Welche Entfernung des Ziels günstig ist, hängt von der Lage der beteiligten Messpunkte ab.
Ein Sonderfall sind die fotografischen Hochziele der Astro- oder Kosmischen Geodäsie, deren Nutzung zwischen 1950 und 1990 in vielen Projekten, die über weite Strecken Verbindungen herstellen sollten, erfolgreich war. Solche Hochziele sind keine terrestrischen Punkte, sondern Ballonsonden, ballistische Flugkörper oder künstliche Erdsatelliten. In Finnland wurde Ende der 1950er Jahre erstmals durch präzise Aufnahmen von Ballons gegen den Sternhimmel eine Strecke von 150 km zwischen Turku und Helsinki direkt gemessen. Das vom Geodäten Yrjö Väisälä entwickelte Verfahren erhielt wegen der Nutzung des Sternhintergrunds als Messmittel den Namen Stellartriangulation.